# Station Strandlykkja
Station Strandlykkja  is een station in Strandlykkja in de gemeente Stange in fylke Innlandet  in  Noorwegen. Het station langs Dovrebanen werd geopend in 1882.
Strandlykkja werd in 1983 gesloten voor personenvervoer. Het emplacement wordt nog wel gebruikt als passeerspoor.